# Alfred Genzmer
Alfred Genzmer (* 19. April 1851 in Marienwerder; † 8. Dezember 1912 in Halle (Saale)) war ein deutscher Chirurg und Hochschullehrer. Er war der jüngere Bruder von Stephan Genzmer.

## Leben
Genzmer erhielt zunächst  Privatunterricht und besuchte später das Gymnasium Marienwerder. 1868 begann er an der Friedrichs-Universität Halle Medizin zu studieren. 1869 wurde er im Corps Normannia-Halle recipiert. Zwischenzeitlich an der Albertus-Universität Königsberg und der Universität Leipzig, wurde er 1873 in Halle zum Dr. med. promoviert. 1874 approbiert, trat er eine Assistentenstelle an der Chirurgischen Universitätsklinik unter Richard von Volkmann an. 1878 habilitierte er sich für Chirurgie. Wenig später wechselte er an das Diakonissenhaus Halle, setzte die Lehrtätigkeit und die wissenschaftliche Arbeit aber fort. 1884 wurde er zum a.o. Professor ernannt. 1887 lehnte Genzmer einen Ruf an die Reichsuniversität Groningen ab. 1894 wurde er Chefarzt des Diakonissenhauses. Er starb kurz nach seiner Entpflichtung.

## Ehrungen
- Wahl in die Deutsche Akademie der Naturforscher Leopoldina (1895)[4]
- Roter Adlerorden 4. Klasse
- Königlicher Kronen-Orden (Preußen) 3. Klasse

## Werke
- mit R. v. Volkmann: Über septisches und aseptisches Wundfieber, 1877.
- Lehrbuch der speziellen Chirurgie, 1884.